# پیلارتا
پیلارتا (به صربی: Pilareta) یک منطقهٔ مسکونی در صربستان است که در نووی پازار واقع شده‌است.